# Stazione di Regina Margherita
La stazione di Regina Margherita era una fermata ferroviaria posta sulla linea Alifana bassa. Serviva l'omonima via, tra i quartieri di Secondigliano e Miano, nella città di Napoli.

## Storia
La fermata, situata nei pressi dell'omonima via, era originariamente solo una casa cantoniera, ma a causa della crescente urbanizzazione dell’hinterland napoletano, dagli anni 1950 venne utilizzata come fermata facoltativa in modo sempre più frequente. Negli anni 1970, il servizio ferroviario ormai non risultava più adeguato alle esigenze; pertanto il 20 febbraio 1976 l’esercizio dell'Alifana bassa venne sospeso, in previsione della costruzione di una nuova linea metropolitana corrente più ad est.

## Strutture e impianti
Il fabbricato viaggiatori, dopo la chiusura della ferrovia, è diventato un edificio privato.